# David Zogg
David Zogg (Wartau, 18 dicembre 1902 – Arosa, 26 luglio 1977) è stato uno sciatore alpino e combinatista nordico svizzero.
Fu il più grande sciatore alpino svizzero degli anni 1930, vincitore di sette medaglie ai Campionati mondiali.

## Biografia
Nato ad Azmoos di Wartau, lavorò come apprendista elettricista e fu guida alpina e maestro di sci.

### Carriera sciistica

#### Sci nordico
Partecipò ai II Giochi olimpici invernali di Sankt Moritz 1928 nella combinata nordica, classificandosi al 16º posto e in quell'occasione stabilì anche il primato svizzero di salto con gli sci con 66,5 m.

#### Sci alpino
Passò poi allo sci alpino, dove fu per sei volte campione svizzero di discesa libera e conquistò numerose medaglie mondiali, prendendo parte a tutte le specialità previste all'epoca. Nella rassegna iridata di Mürren 1931 vinse la medaglia d'oro nello slalom speciale, mentre l'anno dopo ai Mondiali di Cortina d'Ampezzo conquistò la medaglia d'argento nella discesa libera e fu 6º nella combinata.
Ai Mondiali di Innsbruck 1933 vinse nuovamente la medaglia d'argento nella discesa libera e si classificò 4º nella combinata; nel 1934, nella rassegna iridata di Sankt Moritz, raggiunse l'apice della carriera vincendo la medaglia d'oro nella discesa libera e nella combinata e quella d'argento nello slalom speciale. L'ultimo piazzamento della sua carriera agonistica fu la medaglia d'argento che vinse nello slalom speciale ai Mondiali di Mürren del 1935.
Zogg non partecipò ai IV Giochi olimpici invernali di Garmisch-Partenkirchen 1936, dove per la prima volta lo sci alpino venne inserito nel programma olimpico: come protesta per l'esclusione dalle competizioni dei maestri di sci, ritenuti professionisti e quindi non ammessi alle gare olimpiche, la Svizzera e l'Austria non inviarono ai Giochi le loro squadre di sci alpino.

### Altre attività
Nel 1924 fu tra i fondatori della squadra di hockey su ghiaccio EHC Arosa e nel corso degli anni 1930 lavorò anche nel cinema, interpretando scene di sci in alcuni film di ambientazione alpina. Nel 1939 scalò il Dunagiri (7 066 m), nell'Himalaya, assieme a André Roch e Fritz Steuri; dal 1939 al 1974 fu direttore della scuola di sci di Arosa, località dove morì il 26 luglio 1977.

## Palmarès

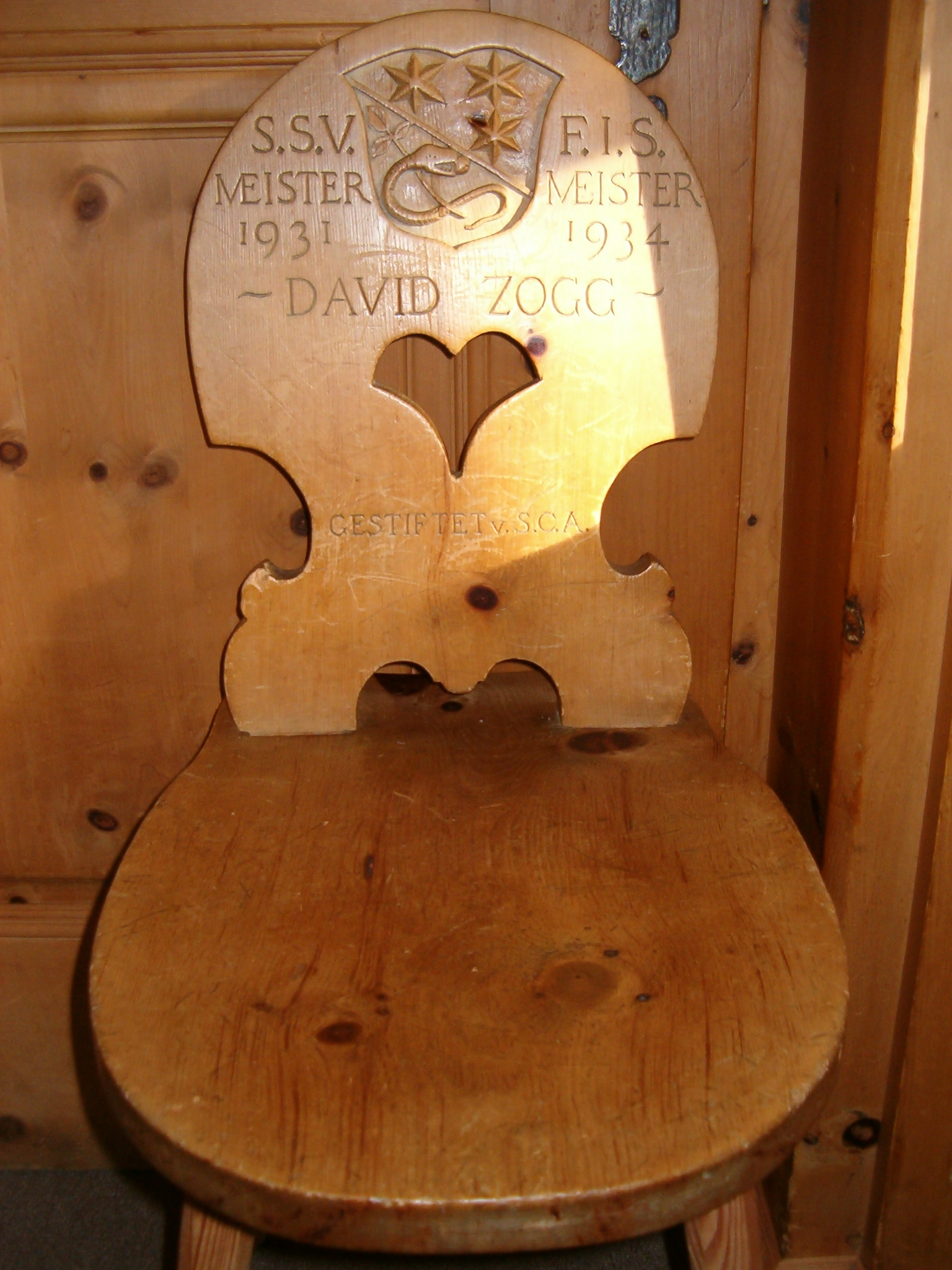
La sedia intagliata di David Zogg che commemora alcuni dei suoi titoli nazionali e mondiali

### Sci alpino

#### Mondiali
- 7 medaglie:
  - 3 ori (slalom speciale a Mürren 1931; discesa libera, combinata a Sankt Moritz 1934)
  - 4 argenti (discesa libera a Cortina d'Ampezzo 1932; discesa libera a Innsbruck 1933; slalom speciale a Sankt Moritz 1934; slalom speciale a Mürren 1935)

#### Campionati svizzeri
- 6 ori (in discesa libera tra il 1930 e il 1940)[1]

## Filmografia
- Tempesta sul Monte Bianco (1930)
- Ebbrezza bianca (1931)
- Weiße Majestät (1934)
- Uno della montagna (1934)